# Capitão Boing
Capitão Boing (Launchpad McQuack, no original em inglês), interpretado por Terry McGovern na série DuckTales de 1987, DuckTales the Movie: Treasure of the Lost Lamp, e DuckTales: Remastered e por Beck Bennett no reboot de 2017) é o piloto do Tio Patinhas criado para a série DuckTales da The Walt Disney Company. Ele é um piloto capaz, mas é um pouco incompetente e raramente chega a pousar um avião com segurança, geralmente batendo neles e indo embora sem ferimentos com seu patrão bastante irritado pela obrigação vigente de gastar dinheiro para recuperar a aeronave acidentada.
Na série original de 1987, ele usa o lema "Se tem asas, posso derrubá-las", e revelou em episódios posteriores que era descendente de irlandeses e tinha um ancestral que estava envolvido na Guerra Civil Americana. Sua aparência física é um pouco heroica, com sua roupa sendo parecida com a dos pilotos do início da avião, incluindo um boné de couro com óculos de proteção, um cachecol de aviação e uma jaqueta marrom com calças castanho-claras. O personagem mais tarde apareceu como personagem principal em Darkwing Duck da Disney, aparecendo na maioria dos episódios daquela série.
Na série 2017, o Boing trabalha inicialmente para Patinhas como seu motorista de limusine, antes de ser encarregado de pilotar várias embarcações, incluindo o avião "The Sunchaser", que se torna seu veículo de assinatura. Embora sua aparência física seja a mesma de sua contraparte de 1987, ele usa uma roupa que lembra a de pilotos comerciais privados dos anos 40/50, incluindo um boné de beisebol, uma jaqueta com gola forrada de pele, uma camiseta verde e calças brancas. Os aspectos patetas do personagem foram aprimorados, muitas vezes dando ao Boingo papel de um alívio cômico. Como sua encarnação de 1987, Boingé um líder  dos Escoteiros-Mirins. Ele também é um fã da série Darkwing Duck (uma alusão ao seu papel na série Darkwing Duck original), como evidenciado por um boneco e uma série de fitas de vídeo que ele possui, bem como assistir ao mostrar com a família.

## Nomes em outros idiomas
- Inglês: Launchpad McQuack
- Alemão: Quack
- Búlgaro: Plok Makkvak (Плок Макквак)
- Chinês: 阿彪
- Dinamarquês: Max Motor
- Espanhol: Joe Macquack
- Finlandês: Heimo Huima
- Francês: Flagada Jones
- Grego: Volidas Skouak (Βολίδας Σκουάκ)
- Holandês: Turbo McKwek
- Islandês: Halli Hrapallegi
- Italiano: Jet McQuack
- Norueguês: Rotor McKvakk
- Polonês: Śmigacz McKwak
- Russo: Zigzag MakKryak(Зигзаг МакКряк)
- Sueco: Sigge McKvack

## Dublagem
Sua primeira e talvez mais famosa voz na dublagem brasileira foi dada pelo aposentado dublador Newton Apollo.